# Adhemarius palmeri
Adhemarius palmeri är en fjärilsart som beskrevs av Jean Baptiste Boisduval 1875. Adhemarius palmeri ingår i släktet Adhemarius och familjen svärmare. Inga underarter finns listade i Catalogue of Life.

## Bildgalleri

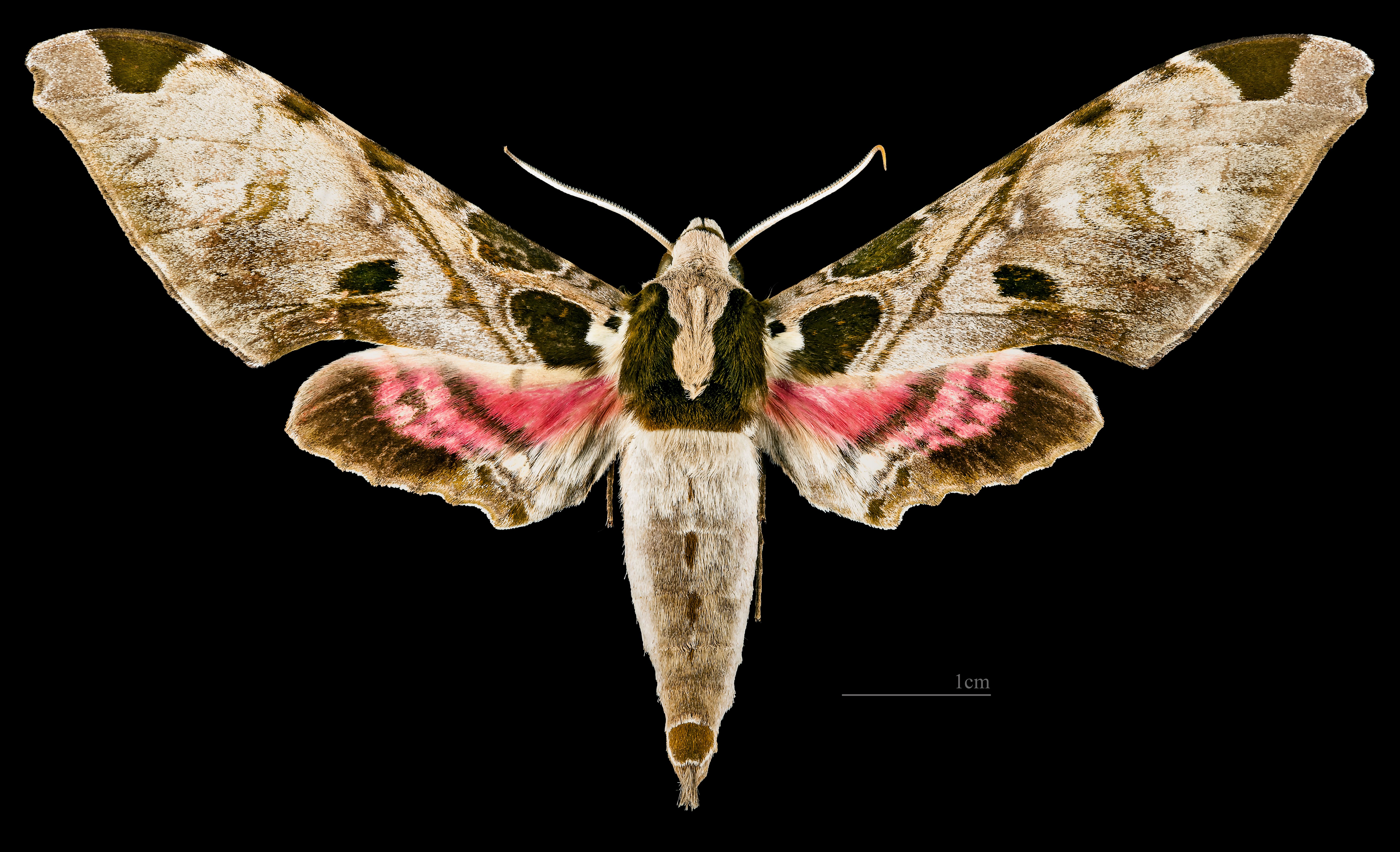
Adhemarius palmeri♂
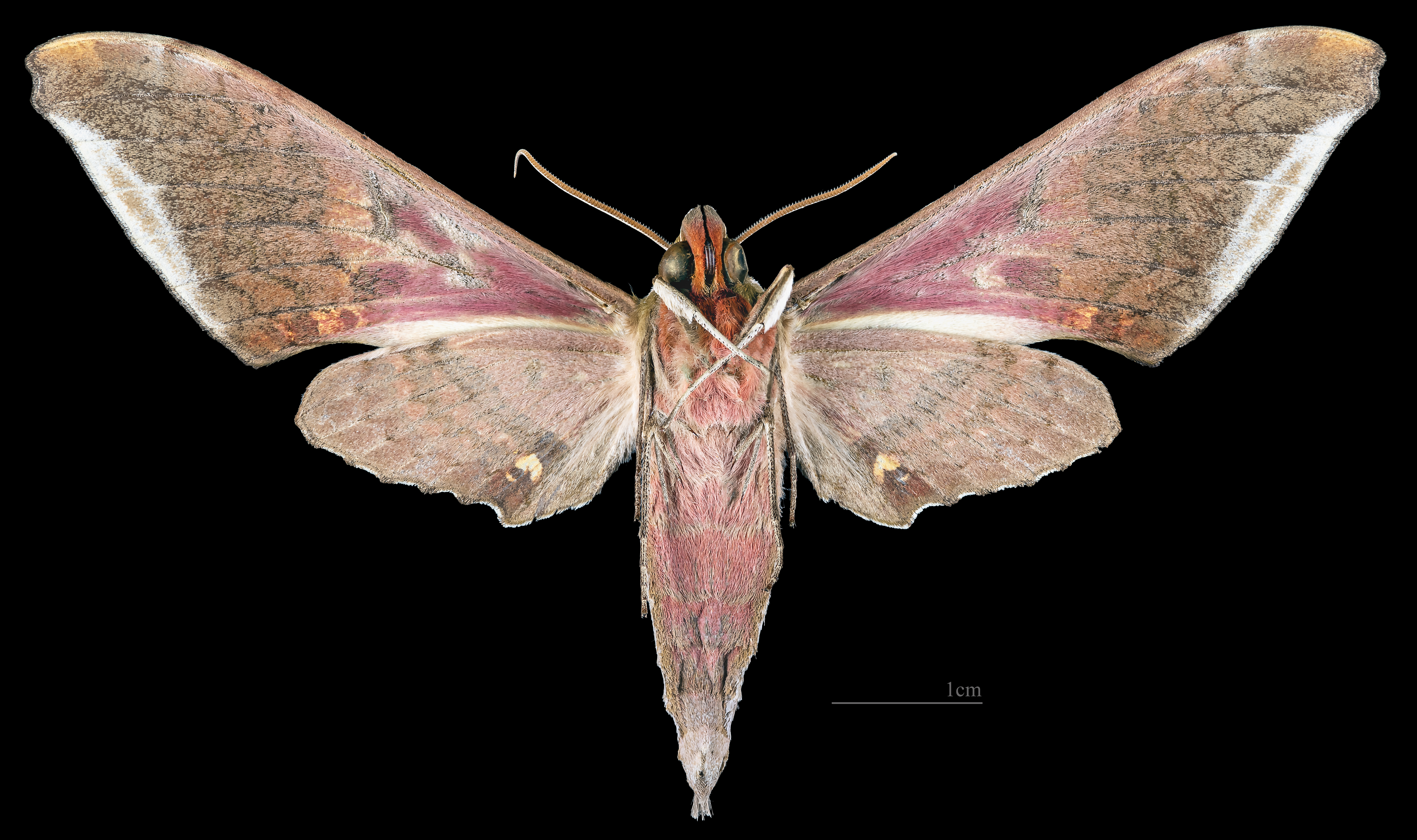
Adhemarius palmeri♂  △
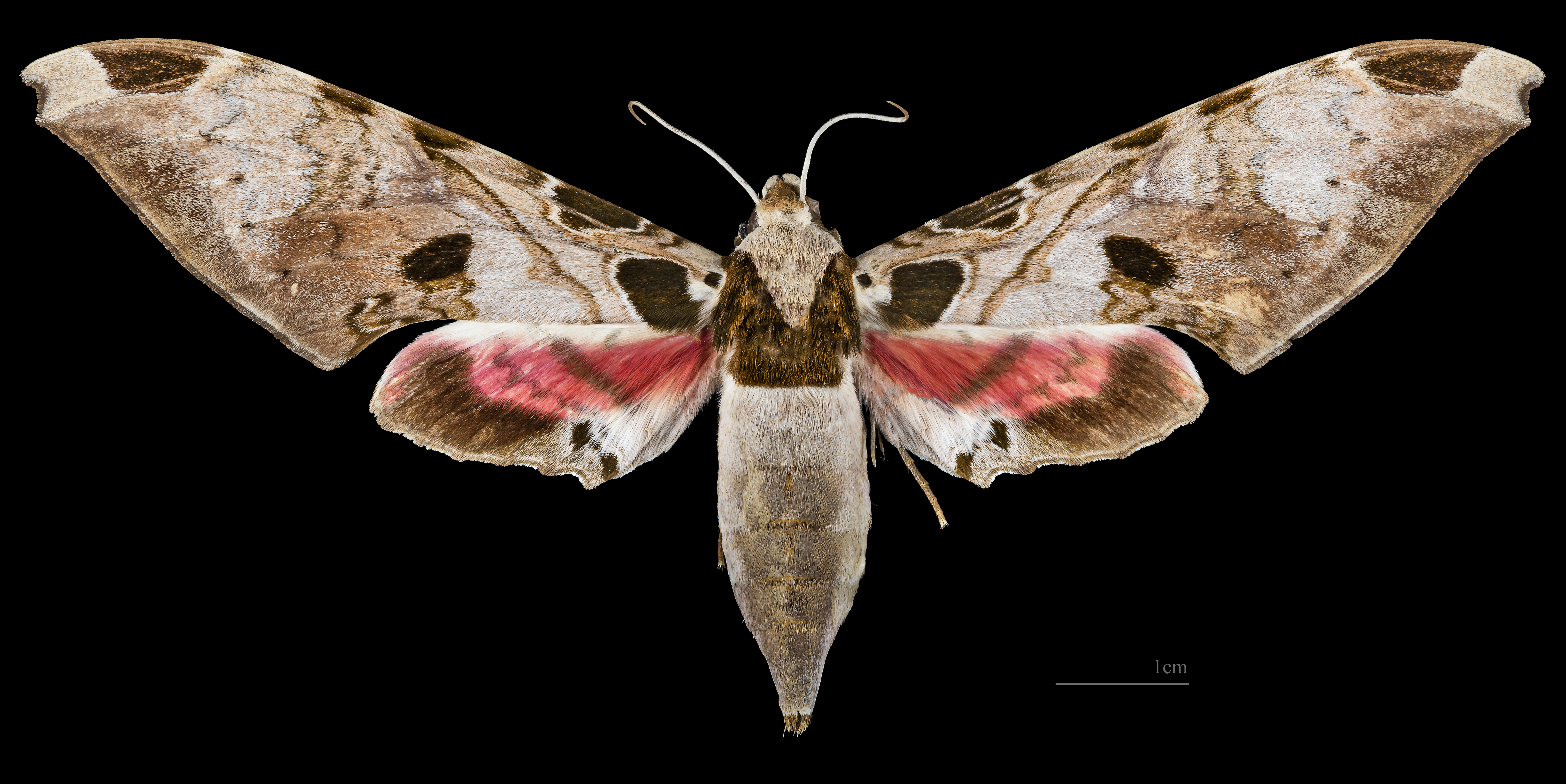
Adhemarius palmeri  ♀
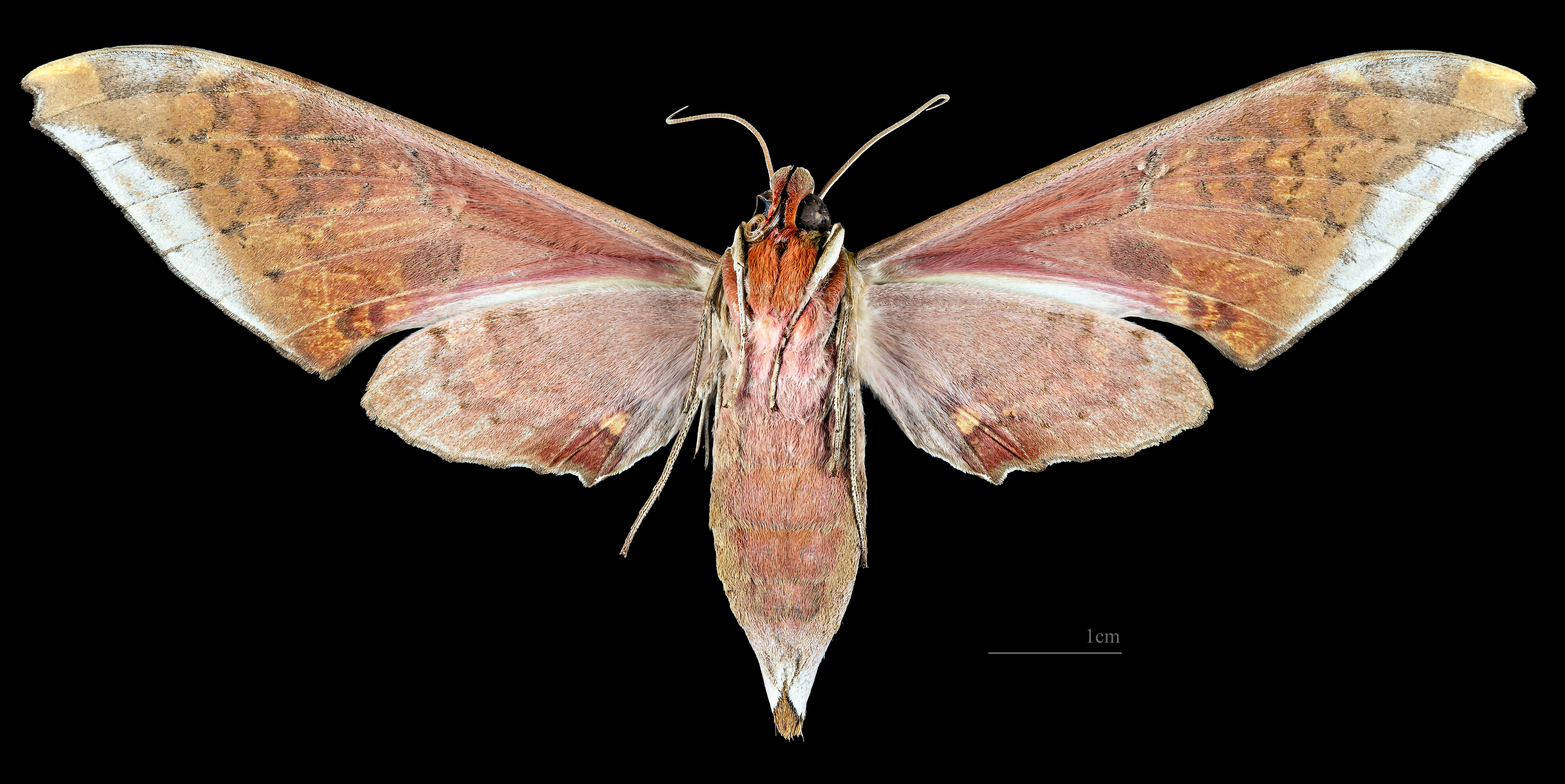
Adhemarius palmeri  ♀ △